# NGC 5368
NGC 5368 (другие обозначения — UGC 8834, MCG 9-23-14, ZWG 272.12, IRAS13526+5434, PGC 49431) — спиральная галактика с перемычкой (SBab) в созвездии Большая Медведица.
Этот объект входит в число перечисленных в оригинальной редакции «Нового общего каталога».